# 呂宋褶囊海鯰
呂宋褶囊海鯰為輻鰭魚綱鯰形目海鯰科的其中一種，分布於亞洲菲律賓淡水流域，體長可達45公分，棲息在底層水域，屬肉食性，生活習性不明。

## 擴展閱讀
維基物種上的相關：呂宋褶囊海鯰